# 韓国棋院
財団法人韓国棋院（かんこくきいん、한국기원）は、大韓民国の囲碁の組織。プロの囲碁棋士が所属し、棋戦などを行う。

## 歴史
日本の木谷実九段の門下として1941年にプロ棋士初段となった趙南哲が、1943年に韓国に帰国し、1945年に囲碁団体として漢城棋院を設立。1947年に朝鮮棋院、1949年に大韓棋院と名前を変え、1954年に韓国棋院となる。当時の韓国では、日本ルールによる「現代囲碁」と、あらかじめ白黒16個の置き石をした上で対局を始める、巡将碁（スンジャン・パドゥク）と呼ばれる伝統的な囲碁が混在しており、趙南哲らは「現代囲碁」の普及を目指した。
1950年に韓国囲碁界で初の段位決定戦を行ない、南哲が三段、他に12人を初段とした。この直後の朝鮮戦争の勃発で活動を休止するが、3年後の休戦協定後に活動を再開。1954年に昇段大会、入段大会を開始。
1956年に新聞棋戦国手戦を開始。趙南哲が第1期国手となり、以後9連覇して第一人者となる。その後、1959年開始の覇王戦、最高位戦など多くの棋戦が開催され、当初は金寅、尹奇鉉、河燦錫、曺薫鉉など、日本で囲碁を学んだ棋士がトップとなっていたが、1970年代には徐奉洙が曺に互してタイトルを取るなど、韓国で育った棋士も次第に一流の実力を持つようになる。
1989年には曺薫鉉が第1回応昌期杯世界プロ囲碁選手権戦で優勝し、続いて第2回は徐奉洙、第3回は劉昌赫、第4回は李昌鎬が優勝するなど、1990年代以降はあらゆる世界棋戦で好成績を挙げ、世界最強の囲碁勢力となった。1996年にはLG杯、三星火災杯の2つの世界選手権を開始。1997年 - 1998年のアジア通貨危機による不況では、多くの棋戦がスポンサーによって終了したり、賞金額を削減されるという危機に見舞われたが、その後は経済の復活に伴って新たな棋戦も開始された。
2000年以降は、ポスト李昌鎬として李世乭、朴永訓、崔哲瀚などが世界選手権を制し、国内棋戦でも李昌鎬とタイトルを分け合うようになる。
外国のプロ棋士が国内棋戦に参加できるようにプロ試験を免除する「客員棋士」制度があり、中国出身の芮廼偉が客員棋士として編入したことで韓国の女流棋士のレベルアップに貢献した。2008年には朴鋕恩が韓国人の女流棋士として初めて九段となった。レベルが向上したことで韓国人棋士が国際大会で活躍することも増えた。また仲邑菫のように外国から修行のために短期留学する棋士も多い。
2010年には囲碁広報大使として女優の李英雅を任命している。
2023年現在、客員棋士はロシア出身のアレキサンダー・ディナーシュタインとスベトラーナ・シックシナが在籍している。

## 出版物
1967年から月刊誌『棋界』（기계）を刊行。1969年からは『月刊囲碁』（월간바둑）に改名。

## 主な棋戦

### 国内棋戦
- 国手戦（東亜日報主催）1956年 -
- 覇王戦（大韓毎日新聞主催）1959年 - 2003年
- 最高位戦（釜山日報主催）1959年 - 1999年
- 王位戦（中央日報主催）1966年 - 2007年
- 名人戦（韓国日報主催）1968年 - 2003年、2007年 -
- KBS杯バドゥク王戦（韓国放送公社主催）1980年 -
- 棋聖戦（世界日報主催）1989年 -
- バッカス杯天元戦（スポーツ朝鮮主催）1996年 - （前身はバッカス杯戦）
- GSカルテックス杯プロ棋戦（毎日経済新聞、毎経TV主催）1996年 -
- 圓益杯十段戦（韓国棋院主催）2006年 -
- プロ女流国手戦（韓国経済新聞主催）1994年 -
- 女流名人戦（毎日新聞主催）2000年 -
- 女流棋聖戦 2006年 -
- 韓国囲碁リーグ 2004年 -
- 利鵬杯新鋭最高位戦 2020年 -

### 国際棋戦
- 東洋証券杯世界選手権戦（ソウル経済新聞主催）1990年 - 1998年
- 三星火災杯世界囲碁マスターズ（中央日報主催、サムスン火災協賛）1996年 -
- LG杯朝鮮日報棋王戦（朝鮮日報主催,LG協賛）1997年 -
- BCカード杯世界囲碁選手権（BCカード主催）2009年 -
- 農心辛ラーメン杯世界囲碁最強戦（農心協賛）1999年 -
- 湖盤杯世界女子囲碁覇王戦（湖盤建設後援）2022年 -
- 宝海杯世界女子選手権戦（韓国経済新聞、KBS共同主催）1994年 - 1998年
- 正官庄杯世界女子囲碁最強戦（囲碁TV主催）2002年 -

## 顕彰
- 1978年 - 1983年、棋道文化賞 最優秀棋士、敢闘賞、新鋭棋士賞などを授与
- 1989年 - 1992年、プロ棋士MVP
- 1993年 - 2002年、囲碁文化賞 最優秀棋士、新鋭棋士、女流、アマチュア等の賞を授与
- 2003年 - 、囲碁大賞 最優秀棋士、人気棋士等の賞を授与